# Leukon

Typy morfologiczne gąbek; od lewej: askon, sykon i leukon

Leukon – jeden z typów morfologicznych gąbek (Porifera), który charakteryzuje się największą komplikacją planu budowy ciała.
Gąbki typu leukon cechują się znaczną rozbudową mezohylu, obejmującego znaczną liczbą komór zasiedlanych przez choanocyty. Gąbkę taką podzielić można na dwie części. Część zewnętrzną stanowi ektosom, w którym nie uświadczy się komór wiciowych. Ma on za to membranę dermalną i przestrzeń subdermalną, określaną również mianem westibulum. Z westibulum woda przedostaje się dopiero do komór wiciowych. Drugą częścią, wewnętrzną, jest endosom określany mianem choanosomu. Tam właśnie lokują się wspomniane wcześniej komory. Może ich być dość dużo, przykładowo w rodzaju Ephydatia 7600 takich koszyczków mieści się w 1 mm³. W sumie może ich być 2,25 miliona, jak u Leuconia spera, u której ich łączna powierzchnia sięga 52,5 cm². W komorach tych, określanych także jako koszyczki, znajdują się choanocyty. Na jedną komorę przypada ich od 20 do 1400, najczęściej zaś między 50 a 100. Choanocyty zaopatrzone są w wici o bocznych chorągiewkach zwanych vanae. Między choanocytami okresowo tworzą się otwory wpływowe zwane prosopyle, jest ich w koszyczku od 2 do 4. Istnieje także otwór wypływowy, określany jako apopyle. Tworzą go pinakocyty w formie owalnego wieńca. Otwór ten może się otwierać i zamykać. Woda przepływa od otworu wpływowego do wypływowego, a pomaga jej w tym ruch należących do choanocytów witek. Do komór dochodzą w dużej liczbie kanaliki, które drążą w mezohylu. Kanaliki odprowadzające prowadzą wodę do atrium, centralnej przestrzeni, skąd wydostaje się na zewnątrz przez oskulum.
W obrębie typu leukon można w dalszym ciągu wyróżniać mniejsze typy budowy, w czym szczególne znaczenie ma rozmieszczenie koszyczków. U gąbek eurypyle woda podróżuje wpierw przez kanalik główny, przepływa zeń do komory, by opuścić ją przez otwór wypływowy. Wobec tego kanału doprowadzającego ani też odprowadzającego nie obserwuje się. Kanał odprowadzający pojawia się już w typie afodalnym. Natomiast w typie difodalnym obserwuje się i kanał doprowadzający (prosodus), i odprowadzający (afodus).
Leukon jest najczęściej obserwowanym typem budowy gąbek zaliczanych go Cellulariae. U Symplasmae występuje podobna budowa, jednak nie występują odrębne warstwy deralna i gastralna, występuje za to syncytialna chanoderma, gdzie bytują choanocyty.